# Teucholabis furva
Teucholabis furva là một loài ruồi trong họ Limoniidae. Chúng phân bố ở vùng Tân nhiệt đới.